# 圣若翰洗者堂 (里米尼)
圣若翰洗者堂（San Giovanni Battista）是一座巴洛克风格的罗马天主教教堂，位于意大利艾米利亚-罗马涅大区里米尼九月二十日街1870号。

## 历史
这个地点早在公元5世纪已经建立圣斯德望教堂。在8世纪该堂被夷为平地。1144年在此建造圣若翰洗者堂。1573年被分配给跣足加尔默罗会。1767年至1772年，加尔默罗会将该堂改建为巴洛克晚期风格。 1797年，该堂和修道院关闭，1805年恢复堂区，交给嘉布遣会。